# Orlovac (Serbia)
Orlovac (cyr. Орловац) – wieś w Serbii, w okręgu toplickim, w gminie Kuršumlija. W 2011 roku liczyła 10 mieszkańców.